# Black Dyke Band

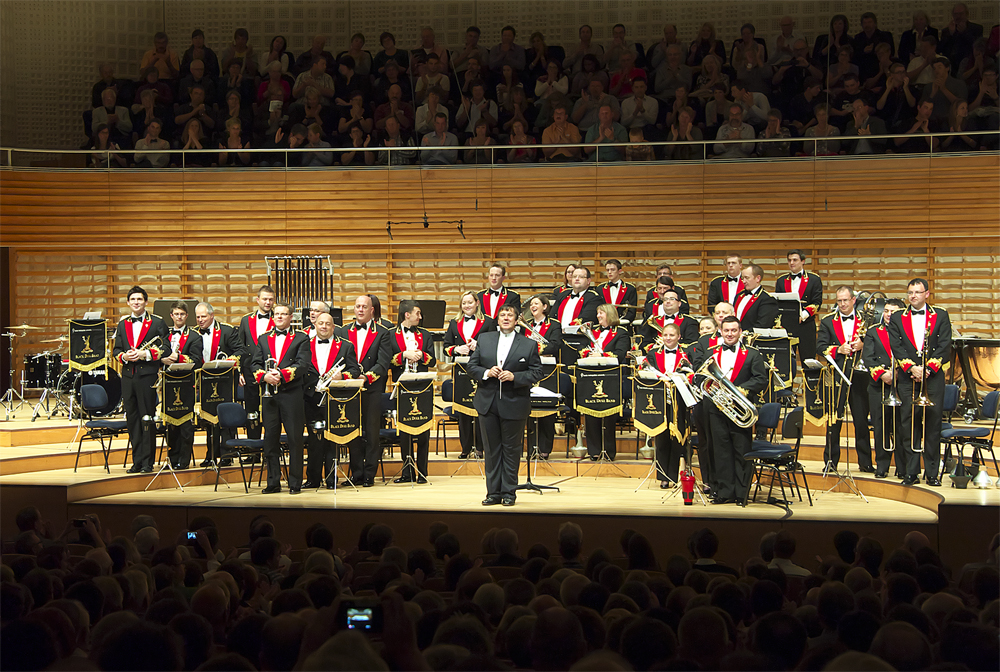
Le Black Dyke Band à Lucerne en 2012.

Le Black Dyke Band, anciennement John Foster & Son Black Dyke Mills Band est l'un des plus anciens et des plus célèbres brass band au monde.
Cet ensemble a remporté de nombreux prix et concours. En 2014, il a remporté le British Open qui est le plus relevé des championnats de brass band et le plus ancien des championnats musicaux au monde, pour la 30e fois, ce qui constitue un record. La même année, il a réussi le doublé en remportant le Championnat Britannique des Brass Band (National Brass Band Championships of Great Britain) pour la 23e fois, ce qui est là aussi un record. Il a également remporté à treize reprises le Championnat Européen des Brass Band, pour la dernière fois en 2015, un autre record. L'ensemble est actuellement dirigé par l'euphoniste Nicholas Childs.
Outre ses multiples concerts dans le monde entier, il a enregistré de très nombreux disques allant du 78 tours au CD.
Son répertoire, comme pour la majorité des Brass Band, peut aller du classique à la variété, en passant par la musique de divertissement.

## Histoire
Le brass band était à l'origine la fanfare de l'entreprise Black Dyke Mills à Queensbury, dans le Yorkshire de l'Ouest. Cette entreprise appartenait à John Foster, un corniste qui a créé un petit ensemble à vent (cuivres et bois) à Queensbury en 1816. Cet ensemble a cessé d'exister et un autre a été créé en 1843 sous le nom de Queenshead Band. Ce nouvel ensemble a lui aussi échoué, mais en 1855, Foster crée un nouvel ensemble pour l'entreprise. La plupart des musiciens travaillent au moulin et des liens étroits se tissent avec la population locale. Cet ensemble est toujours actif et répète toujours dans les mêmes locaux.
La Black Dyke est le premier brass band à réaliser le "Grand Chelem" en remportant en 1985 le concours régional du Yorkshire, le Championnat Européen des Brass Band, le British Open et le Championnat Britannique des Brass Band.

## Titres deChampion d'Europe
| Année | Lieu                   | Chef d'orchestre   |
| ----- | ---------------------- | ------------------ |
| 1978  | Londres, Angleterre    | Major Peter Parkes |
| 1979  | Londres, Angleterre    | Major Peter Parkes |
| 1982  | Londres, Angleterre    | Major Peter Parkes |
| 1983  | Kerkrade, Pays-Bas     | Major Peter Parkes |
| 1984  | Édimbourg, Écosse      | Major Peter Parkes |
| 1985  | Copenhague, Danemark   | Major Peter Parkes |
| 1987  | Nottingham, Angleterre | Major Peter Parkes |
| 1990  | Falkirk, Écosse        | David King         |
| 1991  | Rotterdam, Pays-Bas    | David King         |
| 1995  | Luxembourg, Luxembourg | James Watson       |
| 2005  | Groningen, Pays-Bas    | Dr Nicholas Childs |
| 2012  | Rotterdam, Pays-Bas    | Dr Nicholas Childs |
| 2015  | Fribourg, Allemagne    | Pr Nicholas Childs |

Il fut aussi dirigé plusieurs années par Harry Mortimer.